# مونیکا بالشایی
مونیکا بالشایی (مجاری: Mónika Balsai؛ زادهٔ ۱۳ دسامبر ۱۹۷۷) بازیگر اهل مجارستان است.
از فیلم‌ها یا برنامه‌های تلویزیونی که وی در آن نقش داشته‌است می‌توان به قمر مشتری و هم‌طلاقان اشاره کرد.